# Carlyle August Luer
Carlyle August Luer, född 23 augusti 1922,, död 9 november 2019 i Sarasota, var en amerikansk botaniker som specialiserade sig i orkidéer, främst Pleurothallidinae och besläktade arter.
Han kunde börja ägna sig åt sitt stora intresse för orkidéer när han pensionerade sig 1975 efter att ha arbetat som kirurg under 30 år. Luer har beskrivit mer än 1 500 nya arter och 12 nya släkten.
Auktorsnamnet Luer kan användas för Carlyle August Luer i samband med ett vetenskapligt namn inom botaniken; se Wikipediaartiklar som länkar till auktorsnamnet.